# Mordelles
Mordelles é uma comuna francesa na região administrativa da Bretanha, no departamento Ille-et-Vilaine. Estende-se por uma área de 29,79 km². Em 2010 a comuna tinha 7 497 habitantes (densidade: 251,7 hab./km²).